# Zmajevo
Zmajevo (cyr. Змајево) – wieś w Serbii, w Wojwodinie, w okręgu południowobackim, w gminie Vrbas. W 2011 roku liczyła 3926 mieszkańców.